# Elektrosvag växelverkan
Elektrosvag växelverkan är en fysikalisk teori som förenar elektromagnetismen med den svaga kärnkraften i en beskrivning. Fastän dessa två krafter förefaller mycket olika vid de låga energier som råder i det vardagliga livet, så modellerar teorin dem som två olika aspekter av samma kraft. Ovanför den förenande energin runt 100 GeV går de ihop till en enda elektrosvag kraft. I en tillräckligt het omgivning (omkring 1015 K), så förenas de båda krafterna till en kombinerad elektrosvag kraft.
Den elektrosvaga växelverkan beskrevs matematiskt för första gången av Sheldon Glashow, Steven Weinberg och Abdus Salam under 1960-talet, en insats för vilken de förärades 1979 års Nobelpris i fysik. Det förekommer också att teorin för elektrosvag växelverkan benämns GWS-teorin efter dessa tre fysiker. I dag är den elektrosvaga växelverkan en viktig del av partikelfysikens standardmodell.

## Konstruktion
Teorin för elektrosvag växelverkan är en så kallad gaugeteori av typ SU(2) × U(1) som innehåller fyra stycken kraftförmedlande bosoner (B0, W0, W+ och W-). Utan växelverkningar med Higgsfältet skulle dessa fyra bosoner vara masslösa. Tack vare Higgsfältet innehåller dock teorin ett spontant symmetribrott från SU(2) × U(1)Y till U(1)em, vilket resulterar i att W+ och W- samt en linjärkombination av B0 och W0, kallad Z0, blir massiva. De olika kopiorna av U(1) har försetts med index Y och em. Generatorn för U(1)em ges av Q = Y/2 + I3, där Y är generatorn för U(1)Y (kallad för svag hyperladdning), och I3 är en av SU(2) generatorerna (en komponent av svagt isospin). Distinktionen mellan elektromagnetismen och den svaga kraften uppkommer för att det finns en icke trivial linjärkombination av Y och I3 som faller bort för Higgsbosonen (den är ett egentillstånd för såväl Y som I3, så koefficienterna kan tas som −I3 och Y):  U(1)em definieras att vara den gruppalstrade av denna linjärkombination och är obruten, eftersom den inte växelverkar med Higgs.
Den linjärkombination av partiklarna B0 och W0 som är ortogonal mot Z0 är inget annat än fotonen som är masslös och förmedlar den elektromagnetiska växelverkan.

## Teoretisk beskrivning i Lagrangeformalism

### Innan den elektrosvaga symmetrin bryts
Lagrangefunktionen för den elektrosvaga växelverkan består, före det elektrosvaga symmetribrottet, av fyra delar
{\displaystyle {\mathcal {L}}_{EW}={\mathcal {L}}_{g}+{\mathcal {L}}_{f}+{\mathcal {L}}_{h}+{\mathcal {L}}_{y}}
Termen g beskriver växelverkan mellan de tre W partiklarna och B partikeln.
{\displaystyle {\mathcal {L}}_{g}=-{\frac {1}{4}}W_{a}^{\mu \nu }W_{\mu \nu }^{a}-{\frac {1}{4}}B^{\mu \nu }B_{\mu \nu }}
Termen f ger den kinetiska termen för standardmodellens fermioner.  Växelverkan mellan gaugebosonerna och fermionerna sker genom den kovarianta derivatan.   
{\displaystyle {\mathcal {L}}_{f}={\overline {Q}}_{i}iD\!\!\!\!/\;Q_{i}+{\overline {u}}_{i}^{c}iD\!\!\!\!/\;u_{i}^{c}+{\overline {d}}_{i}^{c}iD\!\!\!\!/\;d_{i}^{c}+{\overline {L}}_{i}iD\!\!\!\!/\;L_{i}+{\overline {e}}_{i}^{c}iD\!\!\!\!/\;e_{i}^{c}}
Termen h beskriver Higgsfältet F. 
{\displaystyle {\mathcal {L}}_{h}=|D_{\mu }h|^{2}-\lambda \left(|h|^{2}-{\frac {v^{2}}{2}}\right)^{2}}
Termen y ger den Yukawa-växelverkan som alstrar fermionmassorna efter att Higgs antar ett vakuum-förväntansvärde.
{\displaystyle {\mathcal {L}}_{y}=-y_{u\,ij}\epsilon ^{ab}\,h_{b}^{\dagger }\,{\overline {Q}}_{ia}u_{j}^{c}-y_{d\,ij}\,h\,{\overline {Q}}_{i}d_{j}^{c}-y_{e\,ij}\,h\,{\overline {L}}_{i}e_{j}^{c}+h.c.}